# Саудівська Аравія на зимових Олімпійських іграх 2022
Саудівська Аравія взяла участь у зимових Олімпійських іграх 2022, що тривали з 4 до 20 лютого в Пекіні (Китай). Це була дебютна участь країни в зимових Олімпійських іграх. Збірна Саудівської Аравії складалася з одного гірськолижника.
Фаїк Абді як єдиний представник своєї країни ніс її прапор на церемонії відкриття.

## Спортсмени
Кількість спортсменів, що беруть участь в Іграх, за видами спорту.
| Вид спорту          | Чоловіки | Жінки | Загалом |
| ------------------- | -------- | ----- | ------- |
| Гірськолижний спорт | 1        | 0     | 1       |
| Загалом             | 1        | 0     | 1       |

## Гірськолижний спорт
Два спортсмени відповідали базовим кваліфікаційним критеріям, і зрештою представником країни обрано Фаїка Абді.
| Спортсмен | Дисципліна                    | 1-й спуск | 1-й спуск | 2-й спуск | 2-й спуск | Сума    | Сума  |
| Спортсмен | Дисципліна                    | Час       | Місце     | Час       | Місце     | Час     | Місце |
| --------- | ----------------------------- | --------- | --------- | --------- | --------- | ------- | ----- |
| Фаїк Абді | Гігантський слалом (чоловіки) | 1:21.44   | 51        | 1:25.41   | 45        | 2:46.85 | 44    |